# Латакія (провінція)
Провінція Латакія (араб. مُحافظة اللاذقية) — одна з 14 провінцій Сирії. Розташована на заході країни. Поділяється на 4 райони.
- Адміністративний центр — місто Латакія.
- Площа становить 2 297 км ²; населення за даними на 2012 рік — 1 364 985 осіб.

## Географія
Знаходиться в західній частині країни. На північному сході межує з провінцією Ідліб, на сході — з провінцією Хама, на півдні — з провінцією Тартус, на півночі — з Туреччиною. На заході омивається водами Середземного моря.

## Адміністративний поділ
В адміністративному відношенні провінція розділена на 4 райони:
1. Аль-Хаффа
2. Джебла
3. Латакія
4. Кардаха